# Pietro Giudici
Pour les articles homonymes, voir Giudici.
Pietro Giudici (né le 21 juillet 1921 à Vergiate, dans la province de Côme, en Lombardie et mort le 11 novembre 2002 à Binago) est un coureur cycliste italien des années 1950. 

## Biographie
Professionnel de 1948 à 1957, Pietro Giudici a remporté trois étapes du Tour d'Italie, en 1951, 1953 et 1954, et le Tour du Latium en 1948.

## Palmarès
- 1948
  - Tour du Latium
  - 3e de Milan-Rapallo
  - 9e du Tour de Lombardie

- 1949
  - 3e du Tour des Apennins

- 1950
  - 10e du Tour d’Italie

- 1951
  - 5e étape du Tour d'Italie

- 1952
  - 3e de la Coppa Agostoni
  - 5e du Tour de Suisse

- 1953
  - 14e étape du Tour d'Italie
  - 2e du Tour de Sicile

- 1954
  - 10e étape du Tour d'Italie
  - 10e du Championnat de Zurich

- 1956
  - 3e du Tour du Piémont
  - 7e du Tour de Romandie

## Résultats sur les grands tours

### Tour de France
2 participations
- 1955 : 30e
- 1956 : 42e

### Tour d'Italie
8 participations
- 1950 : 10e
- 1951 : 24e, vainqueur de la 5e étape
- 1952 : 42e
- 1953 : 11e, vainqueur de la 14e étape
- 1954 : 28e, vainqueur de la 10e étape
- 1955 : 25e
- 1956 : 15e
- 1957 : 61e